# Escalona del Prado (kommun)
Escalona del Prado är en kommun i Spanien. Den är belägen i provinsen Provincia de Segovia och i regionen Kastilien och Leon, i den centrala delen av landet, 90 km norr om huvudstaden Madrid. Antalet invånare är 586. Arean är 32 kvadratkilometer.
Terrängen i Escalona del Prado är platt.
Trakten ingår i den hemiboreala klimatzonen. Årsmedeltemperaturen i trakten är 13 °C. Den varmaste månaden är juli, då medeltemperaturen är 27 °C, och den kallaste är december, med 2 °C. Genomsnittlig årsnederbörd är 629 millimeter. Den regnigaste månaden är oktober, med i genomsnitt 79 mm nederbörd, och den torraste är augusti, med 5 mm nederbörd.